# Chiesa Luterana (Florenz)

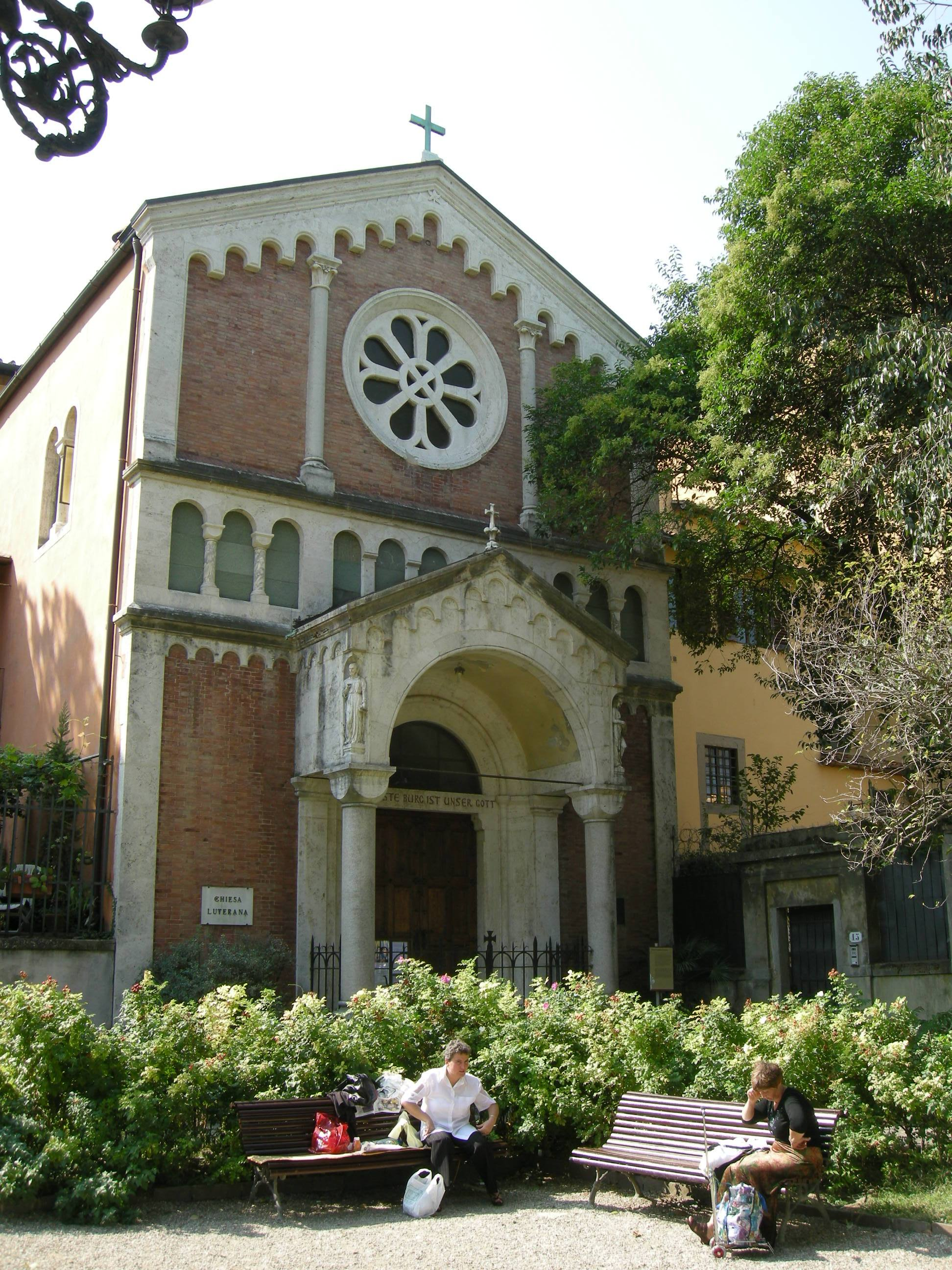
Die Chiesa Luterana zu Florenz

Die Chiesa Luterana ist die deutschsprachige evangelisch-lutherische Pfarrkirche zu Florenz in Italien.

## Geschichte
Die Kirche wurde durch den Architekten Riccardo Mazzanti 1901 im neoromanischen Stil am Lungarno Torrigiani unmittelbar am linken Ufer des Arno im Bereich der Altstadt errichtet. Eine deutschsprachige lutherische Gemeinde durfte offiziell ab 1899 Gottesdienste in der Stade abhalten. Über dem Eingangsportal wurde die erste Zeile des Lutherliedes Ein feste Burg ist unser Gott angebracht. Durch die Arno-Hochwasserkatastrophe von 1966, die weite Teile von Florenz überflutete, wurde auch die Chiesa Luterana beschädigt. Sie wurde durch den Architekten Vinicio Brilli wieder instand gesetzt. Heute werden in dem Gotteshaus auch die Gottesdienste der Schweizer Reformierten Gemeinde gefeiert.